# Gremliny 2
Gremliny 2 (ang. Gremlins: The New Batch) – horror komediowy z 1990 roku, sequel filmu Gremliny rozrabiają z 1984 roku.

## Obsada
- Zach Galligan – Billy Peltzer
- Phoebe Cates – Kate Beringer
- Howie Mandel – Gizmo (głos)
- Joe Dante / Kirk Thatcher – gremliny (głos)
- John Glover – Daniel Clamp
- Christopher Lee – Doktor Catheter
- Jackie Joseph – Sheila Futterman
- Hulk Hogan – on sam

## Fabuła
Sympatyczny mogwai Gizmo trafia przez przypadek do eksperymentalnego laboratorium, w którym zostaje złamana jedna z trzech zasad odnośnie do mogwaiów – Gizmo dostał się do wody. Skutkuje to rozmnożeniem się, ale nowo narodzone bliźniaki, Gremliny, są bestialskie i dążą do opanowania miasta. Tym razem są jeszcze większym kłopotem niż w poprzednim filmie, Gremliny rozrabiają, ponieważ w laboratorium dostają w swoje ręce chemikalia, które nadają im nowych właściwości, np. mutują w nietoperza, pająka, dają głos ludzki (gremliny nie mówią, jedynie chichoczą) czy uodparniają na słońce, które może je zabić. Właściciel Gizma musi pomóc doktorom z laboratorium powstrzymać złowieszcze bestie.

## Nominacje
W 1991 roku film zyskał sobie 6 nominacji do nagrody Saturn:
- Za najlepszy film fantasy
- Za najlepszą reżyserię dla Joe Dantego
- Za najlepszą muzykę dla Jerry’ego Goldsmitha
- Dla Johna Glovera i Roberta Picardo jako najlepszego aktora drugoplanowego
- Za najlepsze efekty specjalne